# Justin Rêve
 (avril 2016).
Si vous disposez d'ouvrages ou d'articles de référence ou si vous connaissez des sites web de qualité traitant du thème abordé ici, merci de compléter l'article en donnant les références utiles à sa vérifiabilité et en les liant à la section « Notes et références ».
Justin Rêve (Justin Time) est une série télévisée d'animation canadienne en 39 épisodes de 22 minutes (divisés en deux segments de 11 minutes) créée par Brandon James Scott, produite par Guru Studio, et diffusée entre le 22 septembre 2011 et le 24 juin 2016 sur Disney Junior et sur Family Channel.
En France, sur Nickelodeon Junior.
Au Québec, elle a été diffusée à partir du 3 septembre 2011 sur Radio-Canada.

## Synopsis
Dans chaque épisode, Justin rencontre un problème quotidien en lien avec les problématiques enfantines. Avec Squidgy, son ami capable de se métamorphoser, il tente de le résoudre au travers d'aventures imaginaires se déroulant dans un espace-temps différent. Au cours de leurs péripéties, Justin et Squidgy croiseront systématiquement Olive, leur amie, qui leur apportera son aide. Ainsi, ensemble, les trois héros font face au problème auquel Justin est confronté dans le monde réel et le résolvent avant que les parents de ce dernier ne le rappellent à la réalité.

## Personnages principaux
- Justin : Justin est un garçon qui se croit meilleur dans tout et il prétend qu'il n'a peur de rien.
- Olive : Olive est la seule fille du gang. Elle est très gentille, déterminée, courageuse et agile.
- Squidgy : Squidgy est le plus petit de la bande, son corps est élastique, ses bras peuvent s'étirer longuement et facilement. Il peut se transformer en n'importe quoi et est capable de communiquer et comprendre avec les animaux disent. Mais, il a peur de tout : des serpents, des requins, des ours, etc. Les deux autres membres du groupe ignorent d'où il vient et où il vit.

## Distribution des voix

### Voix originales
- Justin : Gage Munroe (en)
- Olive : Jenna Warren
- Squidgy : Scott McCord (en)

### Voix québécoises
- Xavier Laplante / Matis Ross : Justin
- Sarah-Jeanne Labrosse (saison 1, saison 2 et GO!) : Olive
- François Sasseville : Squidgy
- Valérie Gagné : Maman / femme du fermier
- Philippe Martin : Papa / le Roi / Monsieur Li
- François Trudel : Papa
- Loïc Moenner : Sammy

 Source et légende : version québécoise (VQ) sur Doublage.qc.ca

## Épisodes

### Première saison (2011-2012)
Note : La liste des épisodes est présentée en segments.
| #  | Titre français                           | Résumé | Diffusion originale | Diffusion française           |
| -- | ---------------------------------------- | --- | ------------------- | ----------------------------- |
| 1  | Le Masque Disparu                        | Justin et Squidgy doivent aider Olive à retrouver son masque du soleil volé par un singe qui aime les objets brillants.                                                                                            | 22 septembre 2011   | 25 septembre 2011             |
| 2  | Le très grand livre des animaux          | Justin et Squidgy voyagent en Inde pour que Justin choisit un animal, mais il découvre que s'occuper d'un animal, ça représente beaucoup de travail.                                                               | 23 septembre 2011   | 7 octobre 2011                |
| 3  | La fête des Iodeleurs                    | Justin et Squidgy aident Olive à livrer un cadeau pour son grand-père. | 24 septembre 2011   | 11 novembre 2011              |
| 4  | Le rigodon rigolo                        | Justin et Squidgy, la petite créature jaune, aident Olive à se rendre à un superbe rigodon. | 25 septembre 2011   | 18 novembre 2011              |
| 5  | Les boulettes de Marcello                | Justin, Squidgy et la princesse détestent le brocoli, mais quand les boulettes pour la princesse tombent dans l'eau, le brocoli est la seule solution…                                                             | 27 septembre 2011   | 25 novembre 2011              |
| 6  | Suivez ces poules !                      | Les poules d'Olive se sont volatilisés et les traqueurs Justin et Squidgy doivent aider Olive à retrouver ses poules.                                                                                              | 28 septembre 2011   | 13 décembre 2011              |
| 7  | Les raviolis caoutchouteux               | La mère de Justin la punit en l'envoyant dans sa chambre. Les barbares volent sans cesse le canard laqué de l'empereur et ils doivent aider Olive à arrêter les barbares qui volent le canard laqué de l'empereur. | 29 septembre 2011   | 6 janvier 2012                |
| 8  | Attends, petit manchot !                 | Justin , Squidgy et Olive aident un petit manchot à retrouver ses parents. | 30 septembre 2011   | 7 janvier 2012                |
| 9  | Tu as oublié de dire ARRGH !             | Justin et les pirates partent sur une île pour trouver un trésor. | 7 octobre 2011      | 8 janvier 2012                |
| 10 | Le vœu du sultan                         | Justin souhaite de fêter son anniversaire tous les jours. | 21 octobre 2011     | 9 janvier 2012                |
| 11 | La course de chars                       | Justin et Squidgy sont à Rome et sont excités par les courses de chars. | 18 novembre 2011    | 10 janvier 2012               |
| 12 | Le zoo                                   | Justin et Squidgy sont aux îles Galápagos et aident Olive à trouver des animaux pour créer un zoo. | 25 novembre 2011    | 11 janvier 2012               |
| 13 | La surprise                              | Justin et Squidgy doivent aider Olive à préparer en secret la fête surprise de l'empereur. | 2 décembre 2011     | 12 janvier 2012               |
| 14 | Une ÉNORME erreur !                      | Justin , Squidgy et Olive partent à la recherche de Monty le mammouth qui a accidentellement cassé la sculpture d'olive.                                                                                           | 9 décembre 2011     | 13 janvier 2012               |
| 15 | Un truc de vicking                       | Les vickings partent à l'aventure vers de nouvelles terres. | 16 décembre 2011    | 14 janvier 2012               |
| 16 | Où est donc l'oasis ?                    | Justin et Squidgy aident Olive à trouver une oasis au beau milieu du Sahara. | 13 janvier 2012     | 15 janvier 2012               |
| 17 | Le grand Nettoyage                       | Justin , Squidgy et Olive doivent retrouver Éric la pieuvre et doivent se débarrasser de toute qui traine dans l'eau.                                                                                              | 14 janvier 2012     | 10 février 2012               |
| 18 | La Grande muraille                       | Justin , Olive et Squidgy traversent l'autre côté de la muraille pour récupérer les cerfs-volants. | 15 janvier 2012     | 13 février 2012               |
| 19 | Au galop, mauvais sens !                 | Justin devient jockey et apprend que de gagner n'est pas le plus important mais qui est de s'amuser. | 16 janvier 2012     | 13 février 2012               |
| 20 | Escapade à Wiki wiki                     | Justin et Squidgy sont à Hawaï et aident Olive à cueillir des fleurs sur l'ile Wiki wiki mais la pirogue s'emporte accidentellement par le courant. Alors, ils doivent trouver un autre moyen de rentrer.          | 10 février 2012     | 14 février 2012               |
| 21 | Le Pancake Express                       | Justin , Olive, et Squidgy se rendent au festival des pancakes en train. | 24 février 2012     | 15 février 2012               |
| 22 | Le Grand cercle de Pierre                | Au Moyen Âge, Justin et ses amis font un cercle de pierres pour observer les étoiles. Ça ne serait pas plus facile avec quelque chose de plus léger?                                                               | 17 février 2012     | 16 février 2012               |
| 23 | Justin le courageux                      | Justin part à la recherche d'un dragon caché dans une sombre grotte. | 14 mars 2012        | 17 février 2012               |
| 24 | Le chat de Cléopâtre                     | Le chat de Cléopâtre s'est enfui à cause d'un bain que Justin voulait lui donner… | 28 mars 2012        | 13 avril 2012                 |
| 25 | Décollage !                              | Justin part à la recherche d'un astronaute coincé sur la lune. Or, il appuie sur le gros bouton rouge en pleine mission.                                                                                           | 6 avril 2012        | 24 février 2012 20 avril 2012 |
| 26 | Plus haut, plus haut, ENCORE PLUS HAUT ! | Le maire de France s'envole dans la montgolfière d'Olive. | 13 avril 2012       | 27 avril 2012                 |

### Deuxième saison (2012)
| #  | Épisode saison | Titre français                | Résumé | Diffusion originale | Diffusion française            |
| -- | -------------- | ----------------------------- | --- | ------------------- | ------------------------------ |
| 27 | 1              | La Tour de Justin             | Justin construit une tour avec l'aide de ses amis. | 2 juin 2012         | 3 juin 2012                    |
| 28 | 2              | Le Jardin asséché             | Justin, Olive et Squidgy doivent trouvé le moyen de mettre de l'eau dans le jardin d'Olive. | 3 juin 2012         | 10 juin 2012                   |
| 29 | 3              | Le fil d'or                   | Justin et compagnie partent à la recherche du fil d'or. | 4 juin 2012         | 17 juin 2012                   |
| 30 | 4              | Fonce, l'équipe, fonce !      | Au Guatemala, Justin apprend ce que c'est que l'esprit d'équipe. | 5 juin 2012         | 6 juillet 2012                 |
| 31 | 5              | Le mystère du chapeau disparu | Olive a perdu son chapeau. Elle a besoin d'un détective. | 6 juin 2012         | 13 juillet 2012                |
| 32 | 6              | Les ombres des singes         | Justin et ses amis font un spectacle de marionnettes dans le noir. | 7 juin 2012         | 2 juillet 2012 20 juillet 2012 |
| 33 | 7              | Jumbo aime le gombo           | Justin va au marécage et rencontre Jumbo. | 8 juin 2012         | 26 juillet 2012 20 août 2012   |
| 34 | 8              | La boîte du partage           | Justin et ses amis mettent quelque chose dans une boîte pour partager. | 9 juin 2012         | 21 août 2012                   |
| 35 | 9              | Dino-golf                     | Justin, Olive et Squidgy jouent au dino-golf. | 10 juin 2012        | 22 août 2012                   |
| 36 | 10             | Un passage au Nord-Ouest      | Olive va livrer des couvertures, mais le problème, c'est qu'il fait froid et cela peut causer quelques petits ennuis de rien du tout. | 11 juin 2012        | 24 août 2012                   |
| 37 | 11             | Le cirque spectaculaire       | Justin et Squidgy, accompagnés d'Olive, veulent faire partie d'un cirque. | 13 juin 2012        | 29 août 2012                   |
| 38 | 12             | La Danse du lion              | Justin et ses amis font la danse du lion. | 14 juin 2012        | 30 août 2012                   |
| 39 | 13             | Le bon boulot des mécanos     | Justin conduit Tonnerre d'Acier pour une course. | 15 juin 2012        | 3 septembre 2012               |
| 40 | 14             | Trop de petits gâteaux!       | À la fabrique de cupcakes, les choses se compliquent… Une cliente vient d'arriver, mais la quantité de petits gâteaux devient incontrôlable! Justin et ses amis, Olive et Squidgy, doivent vite tout arranger. | 16 juin 2012        | 4 septembre 2012               |
| 41 | 15             | Les cabanes dans les arbres   | Justin, en Papouasie-Nouvelle-Guinée, va dans des cabanes. | 17 juin 2012        | 4 septembre 2012               |
| 42 | 16             | Mission de sauvetage !        | Justin devient pompier et fait des missions. | 18 juin 2012        | 4 septembre 2012               |
| 43 | 17             | Un sacré coup de corne        | Un capitaine a besoin d'aide pour ramener sa chienne à la maison, car elle va a l'école des chiots. Au début, Justin, Squidgy et Olive ne font que s'entraîner, mais ensuite, ils doivent ramener tous ensemble le paquebot géant où se trouve la petite chienne. Réussiront-ils à ramener le bateau à temps et sauver la journée? | 19 juin 2012        | 4 septembre 2012               |
| 44 | 18             | Bon troc, mauvais troc !      | Justin, Olive et Squidgy font du troc. Ils apprennent qu'un bon troc donne envie de chanter, et un mauvais de pleurer. Cependant, Olive cherche une nouvelle voile pour son bateau, mais le marchand accepterait seulement avec une balle rebondissante en échange. Les perles d'Olive sont les mêmes que celles du marchand.      | 20 juin 2012        | 5 septembre 2012               |
| 45 | 19             | Au cœur de la jungle          | | 21 juin 2012        | 5 septembre 2012               |
| 46 | 20             | Yukon Dawn                    | | 22 juin 2012        | 5 septembre 2012               |
| 47 | 21             | Olé Olé !                     | | 23 juin 2012        | 5 septembre 2012               |
| 48 | 22             | À la recherche de Gretel      | | 24 juin 2012        | 6 septembre 2012               |
| 49 | 23             | Mais où est Fifi ?            | | 25 juin 2012        | 6 septembre 2012               |
| 50 | 24             | Le voyage des explorateurs    | | 26 juin 2012        | 6 septembre 2012               |
| 51 | 25             | Un problème de tulipes        | | 27 juin 2012        | 7 septembre 2012               |
| 52 | 26             | L'inukshuk d'Atuk             | | 28 juin 2012        | 8 septembre 2012               |

### Troisième saison (2016)
1. Un saut sur la Lune / Sammy le Terrible (6 juin 2016)
2. À la vitesse de l'éclair/Les bestioles du comte / Super Speed Jet; The Count's Creepy Critters (7 juin 2016)
3. Dansons le Haka / Le joueur de tambour (8 juin 2016)
4. À vos kilts, prêts, partez ! / Sauvetage en eau glacée (9 juin 2016)
5. Vive les couleurs ! / Au fond de l'océan (10 juin 2016)
6. Le voleur de chat / La fête des piñatas (11 juin 2016)
7. Un gâteau pour chaque raccourci / À la poursuite du Bélier de Bronze (13 juin 2016)
8. Chevaliers à la rescousse / Petit renne devient grand (14 juin 2016)
9. Un gros gros dino / Un duel détrempé (15 juin 2016 / 18 juin 2016)
10. Le ski dans les nuages / La fête des lumières (20 juin 2016)
11. Les messagers / Le dilemme du dauphin (21 juin 2016 / 22 juin 2016)
12. Course contre la montre (24 juin 2016)

### Distinctions
Justin Rêve a gagné deux prix et a été nommé pour dix autres récompenses. La série a été nommée six fois aux Annie Awards et une fois aux un Emmy Awards. En 2012, Justin Rêve a gagné un Pixie Platium Awards, était parmi les finalistes au Prix Shaw-Rocket et a gagné un Prix Pixie Platine.

#### 2012
- Prix Shaw-Rocket : Catégorie préscolaire (finaliste).
- Pixie Platium Awards : Catégorie animation (gagné).
- Ottawa International Animation Film Festival : Meilleure animation à la télévision pour enfants (nommé).

#### 2013
- Daytime Emmy Awards : Meilleure émission animée pour enfants d’âge préscolaire (nommé).
- Annie Awards : Meilleure émission d’auditoire général pour une production télévisuelle animée pour les enfants d’âge préscolaire (nommé).
- Annie Awards : Dessin de production dans une production télévisuelle animée ou un autre moyen de diffusion (nommé).
- Annie Awards : Animation de personnages dans une production télévisuelle animée ou un autre moyen de diffusion (nommé).

#### 2014
- Canadian Screen Awards : Meilleure émission ou série pour enfants d’âge préscolaire (gagné)
- Annie Awards : Prix pour réalisation exceptionnelle d’une production animée pour la télévision (nommé)
- Annie Awards : Prix pour réalisation exceptionnelle en scénarisation pour une production animée en télévision (nommé)
- Annie Awards : Meilleure émission d’auditoire général, production animée pour la télévision pour les enfants d’âge préscolaire (nommé)
- ACTRA Toronto Awards Performance exceptionnelle – voix – Carlos Diaz (nommé)